# Орден Суворова
Орден Суворова је био високо совјетско одликовање уведено током Великог отаџбинског рата, указом Президијума Врховног совјета од 29. јула 1942. године, заједно са одликовањима Кутузова и Александра Невског. Назван је у част генералисимуса руске царске војске Александра Васиљевича Суворова, грофа од Римника и италијанског принца. После распада Совјетског Савеза, ово одликовање је уврштено у одликовања Руске федерације. Статути Ордена мењани су и допуњавани 30. септембра 1942, 8. фебруара 1943. и 19. јуна 1943. године. Орден је организован у три степена: 1, 2. и 3. степен. У хијерархији совјетских војних ордена заузима 2. место (после Ордена победе). Додељиван је највишем командном кадру Црвене армије за успешно планирање и спровођење ратних дејстава и борбених акција које су довеле до победе у рату.
Први указ о додели овог одликовања донет је 28. јануара 1943. године када је одликовано 23 маршала и генерала СССР-а. Први Орден Суворова под нумерацијом № 1 био је уручен маршалу Совјетског Савеза Георгију Жукову. До 1992. године укупно је додељено 7.267 ордена (393 првог, 2.862 другог и 4.012 трећег степена). 
| Првог степена | Другог степена | Трећег степена |
| ------------- | -------------- | -------------- |
|               |                |                |
| Траке         |                |                |
|               |                |                |

1. ↑  ОДЛИКОВАЊА из легата историјског архива Београда : каталог изложбе. Београд: Историјски архив. 2015. стр. 51. ISBN 978-86-80481-35-7.